# Brent Faiyaz

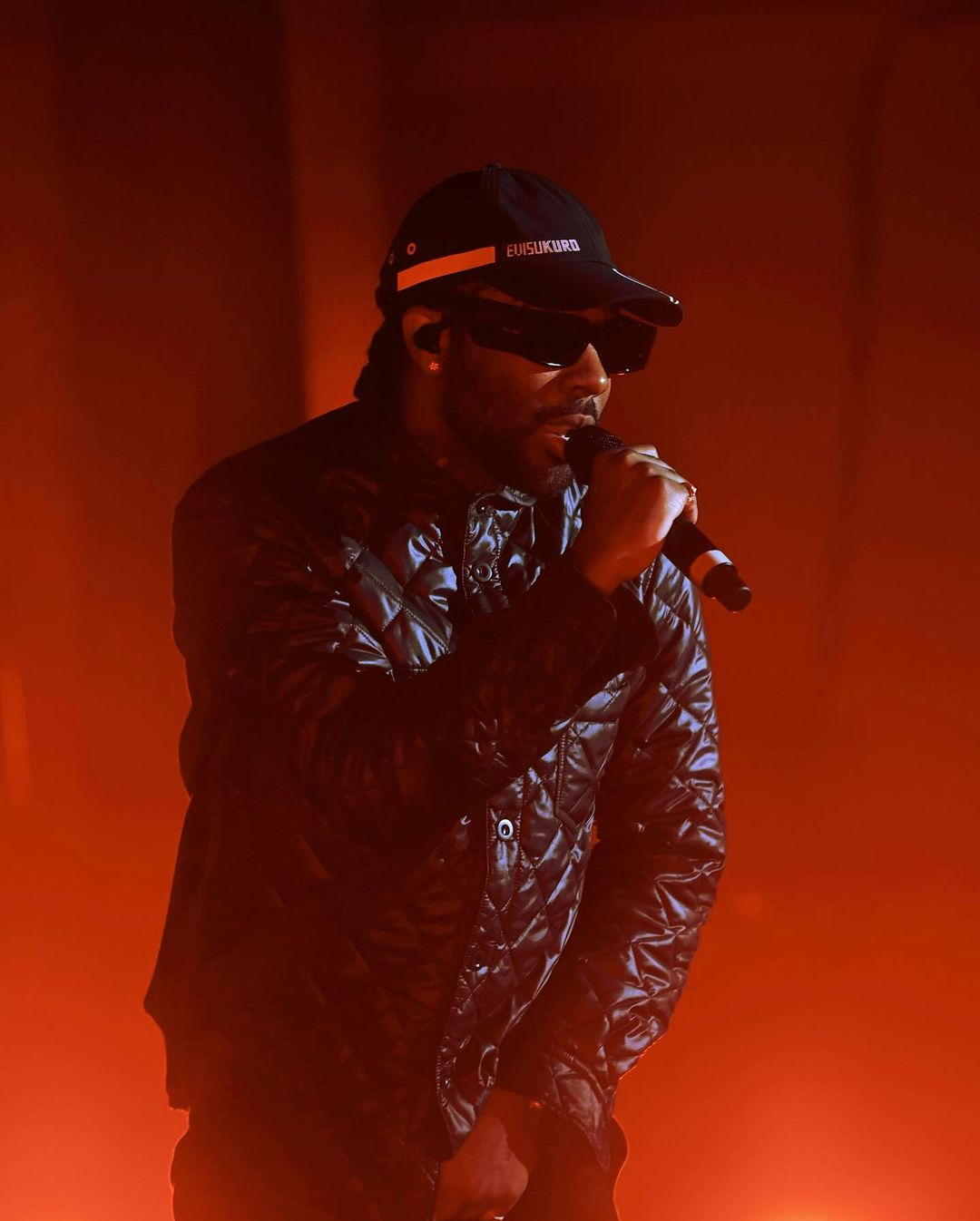
Brent Faiyaz (2024)

Brent Faiyaz (* 19. September 1995 in Columbia, Maryland; eigentlicher Name Christopher Brent Wood) ist ein US-amerikanischer R&B-Sänger. 2017 brachte ihm eine Zusammenarbeit mit GoldLink eine Grammy-Nominierung, bevor ihm selbst 2020 der Durchbruch gelang.

## Biografie
Mitte der 2010er Jahre begann Christopher Brent Wood alias Brent Faiyaz seine Solokarriere mit einer Reihe von Singles und der EP A. M. Paradox. Er ist außerdem Sänger des Trios Sonder. 2017 veröffentlichte er in Anspielung daran sein erstes Soloalbum Sonder Son.
Im selben Jahr war er zusammen mit Rapper Shy Glizzy an der Single Crew von GoldLink beteiligt. Sie war sehr erfolgreich und wurde mit 4-fach-Platin ausgezeichnet. In den offiziellen Singlecharts kam der Song auf Platz 45. Bei den Grammy Awards 2018 wurden sie in der Kategorie Beste Darbietung – Rap/Gesang für eine Auszeichnung nominiert.
Der Erfolg brachte Faiyaz auf Platz 1 bei Next Big Sound von Magazin und außerdem kleinere Erfolge in den R&B-Auswertungen der Charts. Der richtige Durchbruch kam aber erst Anfang 2020 mit seinem zweiten Soloalbum Fuck the World. Es kam auf Platz 20 der US-Albumcharts und konnte sich sogar in den britischen Charts platzieren. Im Februar 2021 brachte ihm die Zusammenarbeit mit Tyler, the Creator beim Song Gravity seinen ersten eigenen Erfolg in den US-Singlecharts.

## Diskografie
StudioalbenBrent Faiyaz/Diskografie